# 1970 год в кино

## Фильмы

### Мировое кино
- «Американский солдат»/Der amerikanische Soldat, ФРГ (режиссёр Райнер Вернер Фасбиндер)
- «Баллада о Кэйбле Хоге»/The Ballad of Cable Hogue, США (режиссёр Сэм Пекинпа)
- «Березняк»/Brzezina, Польша (режиссёр Анджей Вайда)
- «Вилли Вонка и шоколадная фабрика»/Willy Wonka & the Chocolate Factory, Великобритания-Канада-США (режиссёр Мел Стюарт)
- «„МЭШ“ или Военно-полевой госпиталь»/MASH, США (режиссёр Роберт Олтмен)
- «Воспоминания о будущем»/Erinnerungen an die Zukunft, Германия, самый известный из документальных фильмов о тайнах происхождения человечества и зарождения цивилизаций (режиссёр Харальд Райнль)
- «Герои Келли»/Kelly’s Heroes, США (режиссёр Брайан Дж. Хаттон)
- «Геркулес в Нью-Йорке»/Hercules In New York, США (режиссёр Артур Аллан Сейдельман)
- «Два мула для сестры Сары»/Two Mules For Sister Sara, США (режиссёр Дон Сигел)
- «Двенадцать стульев»/The Twelve Chairs, США (режиссёр Мел Брукс)
- «Дикий ребёнок»/L’enfant sauvage, Франция (режиссёр Франсуа Трюффо)
- «Дочь Райана»/Ryan's Daughter, Великобритания (режиссёр Дэвид Лин)
- «Жандарм на прогулке»/Le Gendarme en Balade, Франция-Италия (режиссёр Жан Жиро)
- «За пределами долины кукол»/Beyond the Valley of the Dolls, США (режиссёр Расс Мейер)
- «Забриски-пойнт»/Zabriskie Point, США (режиссёр Микеланджело Антониони)
- «Колено Клер»/Le Genou De Claire, Франция (режиссёр Эрик Ромер)
- «Клоуны» / I Clowns, Италия (режиссёр Федерико Феллини)
- «Конформист»/Il conformista, Италия (режиссёр Бернардо Бертолуччи)
- «Красный круг»/Le Cercle rouge, Франция-Италия (режиссёр Жан-Пьер Мельвиль)
- «Крот»/El Topo, Мексика (режиссёр Алехандро Ходоровски)
- «Мелочи жизни»/Les choses de la vie, Франция-Италия-Швейцария (режиссёр Клод Соте)
- «Мона: девственница-нимфетка» / Mona the Virgin Nymph, США (режиссёры Майкл Бенвенист и Говард Зьем[англ.]) — первый откровенно порнографический фильм с сюжетом, который получил общий театральный релиз в США.
- «Лишь мы вдвоём»/Just the Two of Us, США (режиссёры Джек Дирсон и Барбара Питерс)
- «Пассажир дождя»/Le Passager de la pluie, Франция-Италия (режиссёр Рене Клеман)
- «Пейзаж после битвы»/Krajobraz Po Bitwie, Польша (режиссёр Анджей Вайда)
- «Письмо из Кремля»/The Kremlin Letter, США (режиссёр Джон Хьюстон)
- «Подсолнухи» /I Girasoli, Италия-Франция (режиссёр Витторио Де Сика)
- «Посредник»/The Go-Between, Великобритания (реж. Джозеф Лоузи)
- «Признание»/L' Aveu, Франция-Италия (режиссёр Константин Коста-Гаврас)
- «Птица с хрустальным оперением» /L' Uccello Dalle Plume Di Cristallo, Италия-ФРГ (режиссёр Дарио Ардженто)
- «Рассеянный»/Le Distrait, Франция (режиссёр Пьер Ришар)
- «Рио Лобо»/Rio Lobo, США (режиссёр Говард Хоукс)
- «Сад Финци-Контини» /Il Giardino Dei Finzi Contini, Италия-ФРГ-Франция (режиссёр Витторио Де Сика)
- «Семейный очаг»/Domicile conjugal, Франция-Италия (режиссёр Франсуа Трюффо)
- «Силуэты на пересечённой местности»/Figures In A Landscape, Великобритания (режиссёр Джозеф Лоузи)
- «Система»/Życie rodzinne, Польша (режиссёр Кшиштоф Занусси)
- «Следствие по делу гражданина вне всяких подозрений»/Indagine su un cittadino al di sopra di ogni sospetto, Италия (режиссёр Элио Петри)
- «Стратегия паука»/La strategia del ragno, Италия (режиссёр Бернардо Бертолуччи)
- «Тристана»/Tristana, Испания-Франция-Италия (режиссёр Луис Бунюэль)
- «Уловка-22»/Catch-22, США (режиссёр Майк Николс)
- «Холодный пот»/De la part des copains, Франция-Италия (режиссёр Теренс Янг)
- «Частная жизнь Шерлока Холмса»/The Private Life of Sherlock Holmes, США (режиссёр Билли Уайлдер)
- «Человек по имени Лошадь»/A Man Called Horse, США (режиссёр Элиот Силверстайн)

### Советское кино

#### Фильмы Азербайджанской ССР
- Ритмы Апшерона (реж. Эльдар Кулиев)
- Севиль (реж. Владимир Гориккер)
- Семеро сыновей моих (реж. Тофик Тагизаде)

#### Фильмы Белорусской ССР
- «Белая земля», (реж. Александр Карпов)
- «Пятёрка отважных», (реж. Леонид Мартынюк)
- «Чёрное солнце», (реж. Алексей Спешнев)

#### Фильмы Грузинской ССР
- «Жил певчий дрозд», (реж. Отар Иоселиани)
- «Звезда моего города», (реж. Отар Обесадзе)
- «Рубежи», (реж. Лана Гогоберидзе)
- «Сады Семирамиды», (реж. Семён Долидзе)
- «Старые мельницы», (реж. Тенгиз Гошадзе)
- «Чермен», (реж. Нико Санишвили)

#### Фильмы РСФСР
- «Африканыч», (реж. Михаил Ершов)
- «Баллада о Беринге и его друзьях», (реж. Юрий Швырёв)
- «Бег», (реж. Александр Алов и Владимир Наумов)
- «Белорусский вокзал», (реж. Андрей Смирнов)
- «Был месяц май», (реж. Марлен Хуциев)
- «Вас вызывает Таймыр», (реж. Алексей Коренев)
- «Внимание, черепаха!», (реж. Ролан Быков)
- «Возвращение „Святого Луки“», (реж. Анатолий Бобровский)
- «Волшебная сила», (реж. Наум Бирман)
- «Город первой любви», (реж. Борис Яшин, Манос Захариас)
- «Два дня чудес», (реж. Лев Мирский)
- «Дядя Ваня», (реж. Андрей Михалков-Кончаловский)
- «Зелёные цепочки», (реж. Григорий Аронов)
- «Король Лир», (реж. Григорий Козинцев)
- «Красная площадь», (реж. Василий Ордынский)
- «Кремлёвские куранты», (реж. Виктор Георгиев)
- «Любовь Яровая», (реж. Владимир Фетин)
- «Миссия в Кабуле», (реж. Леонид Квинихидзе)
- «Мой добрый папа», (реж. Игорь Усов)
- «Морской характер», (реж. Василий Журавлёв)
- «Моя улица», (реж. Леонид Марягин)
- «Начало», (реж. Глеб Панфилов)
- «О любви», (реж. Михаил Богин  )
- «Один из нас», (реж. Геннадий Полока)
- «Опекун», (реж. Альберт Мкртчян, Эдгар Ходжикян)
- «Переступи порог», (реж. Ричард Викторов)
- «Полчаса на чудеса», (реж. Михаил Юзовский)
- «Приключения жёлтого чемоданчика», (реж. Илья Фрэз)
- «Семь невест ефрейтора Збруева», (реж. Виталий Мельников)
- «Случай с Полыниным», (реж. Алексей Сахаров)
- «Спокойный день в конце войны», (реж. Никита Михалков)
- «Спорт, спорт, спорт», (реж. Элем Климов)
- «Судьба резидента», (реж. Вениамин Дорман)
- «Тайна железной двери», (реж. Михаил Юзовский)
- «Трое», (реж. Исидор Анненский)
- «Украденный поезд», (реж. Владимир Янчев)
- «Хозяин», (реж. Михаил Ершов)
- «Цветы запоздалые», (реж. Абрам Роом)

#### Фильмы Украинской ССР
- «В тридевятом царстве...», (реж. Евгений Шерстобитов)
- «Городской романс», (реж. Пётр Тодоровский)
- «Мир хижинам — война дворцам», (реж. Исаак Шмарук)
- «Обратной дороги нет», (реж. Григорий Липшиц)

#### Фильмы совместных производителей

##### Двух стран
- «Ватерлоо», (реж. Сергей Бондарчук), (совм. с Dino de Laurentiis Cinematografica)
- «Песни моря», (реж. Франчиск Мунтяну, (совм. с Румынией)

##### Двух киностудий
- «Белое солнце пустыни», (реж.Владимир Мотыль), (совм. Мосфильм и Ленфильм)

## Лидеры проката
- «Белое солнце пустыни», (режиссёр Владимир Мотыль) — 34,5 млн зрителей

## Знаменательные события
- 30 марта — премьера фильма «Белое солнце пустыни» (режиссёр Владимир Мотыль)

## Персоналии

### Родились
- 4 февраля — Габриэль Анвар, британско-американская актриса.
- 7 марта — Рэйчел Вайс, британо-американская актриса.
- 29 апреля — Ума Турман — американская киноактриса.
- 22 мая — Наоми Кэмпбелл — американская модель, актриса.
- 27 мая — Джозеф Файнс — британский актёр.
- 4 июня — Изабелла Скорупко, шведская актриса польского происхождения.
- 30 июля — Кристофер Нолан, британский и американский режиссёр.
- 31 августа — Зак Уорд, канадский актёр кино и телевидения.
- 29 сентября
  - Николас Виндинг Рефн, датский режиссёр, продюсер, сценарист.
  - Наташа Грегсон Вагнер, американская актриса.
  - Эмили Ллойд, английская актриса.
- 8 октября — Мэтт Деймон — американский актёр и сценарист.
- 12 декабря — Дженнифер Коннелли — американская актриса.

### Скончались
- 29 марта — Лев Кулешов, советский кинорежиссёр, теоретик кино.
- 5 октября — Владимир Владиславский, советский актёр театра и кино, народный артист СССР.
- 17 апреля — Луспекаев, Павел Борисович, советский актёр театра и кино.
- 6 ноября — Леонида Барбони, итальянский кинооператор.